# Ernst von Motz
Ernst Karl Adrian von Motz (* 10. September 1805 in Vollenborn, Königreich Westphalen; † 22. Februar 1858 in Neustadt (Dosse)) war ein preußischer Landrat in den Kreisen Samter (1836–1838) und Kröben (1839–1848) der preußischen Provinz Posen. Im Anschluss wirkte Motz als Polizeipräsident in der Provinzhauptstadt Posen von 1848 bis 1851.
Seine Eltern waren der preußische Finanzminister und Regierungspräsident Friedrich Christian Adolf von Motz (1775–1830) und Albertine von Hagen (1779–1852). Seit 1826 war er Mitglied des Corps Borussia Bonn.
Er heiratete am 29. September 1840 Emma Viktoria von Frankenberg und Proschlitz (* 17. März 1816; † 28. August 1868). Das Paar hatte mehrere Kinder:
- Christian (* 26. September 1841; † 13. September 1889), königl.-preuß. Rittmeister ⚭ Lucie Ertel (* 7. Juli 1850)
- Ernst (* 4. Mai 1845), königl.-preuß. Major ⚭ Anna von Frankenberg und Proschlitz (* 31. März 1850)